# رزلوشن
رزلوشن (انگلیسی: Resolution) شرکت بیمه بریتانیایی است، که در سال ۲۰۰۴ توسط کلیف کودری تأسیس شد.